# Bare Poparić
Bartul Bare Poparić (Kaštel Novi, 27. ožujka 1865. – Zagreb, 30. ožujka 1948.) hrvatski povjesničar, prvak i pionir hrvatske pomorske historiografije

## Životopis
Pučku školu pohađa u Trogiru, gimnaziju svršava u Splitu, bogosloviju je započeo studirati u Zadru. Zaredio se u Gorici. Po završetku bogoslovnih studija, jedno je vrijeme radio kao bilježnik u pisarnici Splitske biskupije. Kad je splitski biskup Nakić uklanjao svećenike - pristaše glagoljaške službe, Popariću ostaje bez posla u biskupskoj pisarnici.
Potom odlazi u Zagreb i na Filozofskom fakultetu upisuje povijest. Diplomirao je 1894. godine, te se zaposlio kao pomoćni učitelj na splitskoj gimnaziji. Tri godine kasnije polaže profesorski ispit, 1909. počinje raditi na realnoj gimnaziji u Zagrebu, 1911. postaje lektor za talijanski jezik na Filozofskom fakultetu u Zagrebu. Već sljedeće godine objavljuje svoju "Slovnicu i vježbenicu talijanskoga jezika za srednja, pomorska i trgovačka učilišta". Umirovljen je 1927. godine.

### Poparić povijesnik
Među prvi radovima iz povijesti valja zabilježiti djelo "Hercezi svetoga Save: 50 godina povjesti hercegovačke" o Stjepanu Kosači, pretisak je izdan drugi put u povodu stote obljetnice Matice Hrvatske 1942., treće, kritičko izdanje izašlo je 1997. godine, što ukazuje na trajnu vrijednost Poparićevog rada kao povjesničara.

## Djela
- "Hercezi svetoga Save: 50 godina povjesti hercegovačke", Tiskara A. Zannonia, Split, 1895.
- "O pomorskoj sili Hrvata za dobe narodnih vladara: s uvodom O rimskim liburnama", Naklada Matice Hrvatske, Zagreb, 1899.
- "Slovnica i vježbenica talijanskoga jezika za srednja, pomorska i trgovačka učilišta", Zagreb, 1912.
- "Povijest senjskih uskoka", Zagreb, 1936.
- "Borba Hrvata za Jadran od 7. do kraja 11. stoljeća", Zagreb, 1937.
- "Trgovanje crnačkim i žutim robljem u novom vijeku", Zagreb, 1944.
- "Doživljaji hrvatskih pomoraca", Naklada Benja, Rijeka, 1994.
- "Tužna povijest Hercegove zemlje: 1437. – 1482.", Lukom, Zagreb, 1997., ISBN 953-6337-86-X

## Vanjske poveznice
- Bare Poparić: Tužna povijest Hercegove zemlje
- Bare Poparić: O pomorskoj sili Hrvata za dobe narodnih vladara
- Bare Poparić: Trgovanje crnačkim i žutim robljem u novom vieku